# Tessonnière
Tessonnière est une ancienne commune du centre-ouest de la France située dans le département des Deux-Sèvres en région Nouvelle-Aquitaine.

## Toponymie
Issue du gaulois taxo (blaireau), accompagné du suffixe -aria, au sens d' « aire, lieu d'abondance », taxo a donné en bas-latin taxonaria qui deviendra, après l’amuïssement du x intervocalique, la « tanière », qui avant d'être celle du loup ou de l'ours était donc celle du blaireau.

## Histoire
Le 1er janvier 2019, elle fusionne sous le régime de la commune nouvelle avec Airvaultdont elle devient une commune déléguée.

## Politique et administration
| Période      | Période  | Identité            | Étiquette | Qualité |
| ------------ | -------- | ------------------- | --------- | ------- |
| janvier 2019 | En cours | Frédérique Dambrine |           |         |

| Période   | Période       | Identité            | Étiquette | Qualité |
| --------- | ------------- | ------------------- | --------- | ------- |
| mars 2001 | mars 2008     | Bernard Amilien     |           |         |
| mars 2008 | décembre 2018 | Frédérique Dambrine |           |         |

## Démographie
L'évolution du nombre d'habitants est connue à travers les recensements de la population effectués dans la commune depuis 1793. Pour les communes de moins de 10 000 habitants, une enquête de recensement portant sur toute la population est réalisée tous les cinq ans, les populations de référence des années intermédiaires étant quant à elles estimées par interpolation ou extrapolation. Pour la commune, le premier recensement exhaustif entrant dans le cadre du nouveau dispositif a été réalisé en 2006.

En 2016, la commune comptait 308 habitants, en évolution de −1,6 % par rapport à 2010 (Deux-Sèvres : +0,18 %, France hors Mayotte : +2,11 %).
| 1793 | 1800 | 1806 | 1821 | 1831 | 1836 | 1841 | 1846 | 1851 |
| ---- | ---- | ---- | ---- | ---- | ---- | ---- | ---- | ---- |
| 582  | 636  | 880  | 706  | 759  | 766  | 738  | 759  | 739  |

| 1856 | 1861 | 1866 | 1872 | 1876 | 1881 | 1886 | 1891 | 1896 |
| ---- | ---- | ---- | ---- | ---- | ---- | ---- | ---- | ---- |
| 758  | 750  | 760  | 749  | 727  | 779  | 778  | 778  | 747  |

| 1901 | 1906 | 1911 | 1921 | 1926 | 1931 | 1936 | 1946 | 1954 |
| ---- | ---- | ---- | ---- | ---- | ---- | ---- | ---- | ---- |
| 694  | 697  | 715  | 629  | 627  | 608  | 608  | 582  | 600  |

| 1962 | 1968 | 1975 | 1982 | 1990 | 1999 | 2006 | 2011 | 2016 |
| ---- | ---- | ---- | ---- | ---- | ---- | ---- | ---- | ---- |
| 563  | 513  | 439  | 368  | 339  | 289  | 288  | 320  | 308  |

## Culture locale et patrimoine

### Lieux et monuments
- Étang communal.
- Église Notre-Dame de Tessonnière.